# 挺叶柯
挺叶柯（学名：Lithocarpus ithyphyllus）为壳斗科柯属下的一个种。